# Markus Mattsson
Markus Rainer Mattsson (* 30. Juli 1957 in Suoniemi) ist ein ehemaliger finnischer Eishockeytorwart, der in seiner aktiven Zeit von 1974 bis 1987 unter anderem für die Winnipeg Jets, Minnesota North Stars und Los Angeles Kings in der National Hockey League gespielt hat.

## Karriere
Markus Mattsson begann seine Karriere als Eishockeyspieler in der Nachwuchsabteilung von Ilves Tampere, für dessen Profimannschaft er in der Saison 1974/75 sein Debüt in der SM-sarja gab. In seiner Premierenspielzeit konnte der Torwart mit einer Fangquote von 90,5 Prozent in 15 Spielen überzeugen und erhielt die Trophäe Jarmo Wasaman muistopalkinto als bester Rookie der Liga. In den folgenden beiden Jahren konnte er sich als Stammtorwart bei Ilves in der SM-liiga, der neuen höchsten finnischen Spielklasse, durchsetzen und wurde im NHL Amateur Draft 1977 in der fünften Runde als insgesamt 87. Spieler von den New York Islanders sowie im WHA Amateur Draft 1977 in der sechsten Runde als insgesamt 57. Spieler von den Houston Aeros ausgewählt.
Die Transferrechte an Mattsson sicherten sich schließlich die Houston Aeros, die ihn allerdings noch vor Beginn der Saison 1977/78 an ihren Ligarivalen Winnipeg Jets abgaben. Von Februar bis März 1978 stand der Finne zwischenzeitlich bei den Nordiques de Québec zwischen den Pfosten, kehrte jedoch anschließend wieder nach Winnipeg zurück. Mit den Jets gewann er in der Saison 1977/78 die Avco World Trophy. Nachdem Winnipeg in die National Hockey League aufgenommen worden war, kam der finnische Nationaltorwart vermehrt für Winnipegs Farmteam, die Tulsa Oilers, in der Central Hockey League, zum Einsatz, für die er in der Saison 1981/82 ausschließlich auflief und für die er in 50 Spielen auf dem Eis stand.
Am 24. September 1982 unterschrieb Mattsson einen Vertrag als Free Agent bei den Minnesota North Stars, für die er jedoch anschließend nur zwei Mal in der NHL eingesetzt wurde, wobei ihm dabei ein Shutout gelang. Im weiteren Saisonverlauf kam er ausschließlich für Minnesotas CHL-Farmteam Birmingham South Stars zum Einsatz und wurde schließlich am 1. Februar 1983 im Tausch gegen ein Drittrundenwahlrecht für den NHL Entry Draft 1985 an die Los Angeles Kings abgegeben. Für diese absolvierte er in den folgenden eineinhalb Jahren 38 Spiele in der NHL, stand in der Saison 1983/84 überwiegend für das Farmteam der Kings, die New Haven Nighthawks, in der American Hockey League auf dem Eis. Daraufhin kehrte er in seine finnische Heimat zurück und spielte bis zu seinem Karriereende im Alter von nur 29 Jahren im Anschluss an die Saison 1986/87 für Tappara Tampere. Tappara führte er zwei Mal in Folge zum Gewinn des finnischen Meistertitels und er konnte vor allem in der Saison 1985/86 überzeugen, in der er in das All-Star Team der SM-liiga gewählt wurde.

### International
Für Finnland nahm Mattsson im Juniorenbereich an den U19-Junioren-Europameisterschaften 1974 und 1976 teil. Im Seniorenbereich stand er im Aufgebot seines Landes bei der Weltmeisterschaft 1976, sowie 1976 und 1981 beim Canada Cup.

## Erfolge und Auszeichnungen
- 1975 Jarmo Wasaman muistopalkinto
- 1978 Avco-World-Trophy-Gewinn mit den Winnipeg Jets
- 1986 Finnischer Meister mit Tappara Tampere
- 1986 SM-liiga All-Star Team
- 1987 Finnischer Meister mit Tappara Tampere